# La France renaissante
La France renaissante er en rytterstatue udført af den danske billedhugger Holger Wederkinch i 1930. Skulpturen blev samme år skænket af den danske stat til Paris by, der placerede den ved Bir Hakeim-broen.
48°51′22″N 2°17′17″Ø / 48.856°N 2.288°Ø